# Tales of Monkey Island
Tales of Monkey Island è una avventura grafica a episodi sviluppata dalla Telltale Games in collaborazione con LucasArts. È il quinto capitolo della serie di Monkey Island. I cinque episodi che la compongono sono stati pubblicati con cadenza mensile a partire dal 7 luglio 2009, per Microsoft Windows e dal 27 luglio per Wii in Nord America, mentre dal 31 luglio 2009 è disponibile anche per gli utenti Wii europei. Dal 15 giugno 2010 è disponibile anche per PlayStation Network. Dal dicembre 2010 è iniziata la pubblicazione delle puntate per iPad.

## Episodi

### Launch of the Screaming Narwhal
Nel tentativo di eliminare definitivamente il pirata zombie LeChuck per salvare l'amata Elaine Marley, Guybrush Threepwood libera maldestramente una potente maledizione Voodoo dalle pericolose conseguenze: LeChuck assume forma umana, una nube malefica minaccia di trasformare i pirati dei Caraibi in demoni, e Guybrush, per effetto della maledizione, perde il controllo della mano sinistra, che si è infettata con la Pox of LeChuck, e che agisce secondo una propria volontà e rivela il suo "lato oscuro", facendogli assumere in alcuni momenti modi e fattezze demoniache. Un'esplosione scaraventa Guybrush sull'isola di Flotsam, perennemente tormentata da forti venti contrari che impediscono ai naufraghi di salpare. Sull'isola, il temibile pirata deve scoprire il mistero dei venti contrari, ostacolato dal Marchese De Singe, folle dottore francese convinto che nella mano di Guybrush sia nascosto il segreto della vita eterna.

### The Siege of Spinner Cay
Abbandonata l'isola di Flotsam in cerca di Elaine e de La Esponja Grande, leggendaria spugna di mare in grado di sciogliere la potente maledizione Voodoo, la Screaming Narwhal subisce l'arrembaggio della pirata cacciatrice di taglie Morgan LeFlay (gioco di parole tra Morgan le Fay, nome inglese di Fata Morgana, e flay che significa frustare, scorticare): la piratessa è stata ingaggiata dal marchese De Singe per amputare la mano infetta di Guybrush e riportarla al marchese sull'isola di Flotsam, e riuscirà nel suo intento in seguito a un duello. Poco dopo Guybrush raggiunge l'arcipelago di Jerkbait, sulle tracce di Coronado De Cava, esperto e studioso de La Esponja Grande. Sull'isola di Spinner Cay, abitata dal popolo marino dei Vaycalian, Guybrush ritrova Elaine e LeChuck, divenuto umano e apparentemente mansueto per gli effetti della maledizione. Chieftan Beluga, capo dei Vaycalian, rivela l'esistenza di tre antichi manufatti che riuniti evocano l'aiuto di creature marine per trovare il nascondiglio de La Esponja Grande. In cerca dei manufatti è anche il capitano Mcgillicutty, intenzionato a distruggere La Esponja Grande per conservare i poteri acquisiti grazie alla nube Voodoo. Riuniti i manufatti e salpato alla volta delle creature marine, Guybrush deve fronteggiare ancora Morgan LeFlay che, su nuovo ordine del Marchese, ha il compito di catturarlo. Distratti dal duello, i pirati non si accorgono della presenza di un lamantino gigante che inghiotte l'intera nave.

### The Lair of the Leviathan
Ingoiati dal lamantino gigante, Guybrush e Morgan decidono di unire le forze per trovare una via d'uscita. All'interno del mostro marino i due si imbattono nell'esploratore Coronado De Cava, anch'egli alla ricerca della leggendaria Esponja Grande. L'esploratore informa i due che il lamantino ha perso l'orientamento a causa di una ferita all'orecchio interno che ha causato lo staccamento della coclea. Guybrush decide quindi di mettersi alla ricerca della coclea per curare il lamantino, ma essa è custodita dalla ciurma di De Cava, che riifuta di ristabilire l'orientamento dell'animale per continuare a far festa all'interno del suo corpo. Attraverso delle prove e alcuni sotterfugi, Guybrush riuscirà ad ottenere la fiducia dei pirati e a farsi consegnare la coclea, e quindi a curare la bestia marina.
Usciti dal corpo del lamantino grazie ad un potente lassativo, Guybrush, Morgan e Coronado De Cava si recano nel luogo dove è nascosta La Esponja Grande per poi scoprire che l'oggetto è sorvegliato da un lamantino femmina ancor più grande del precedente. Guybrush dovrà quindi imparare a comunicare con i lamantini e riuscirà finalmente a impadronirsi della leggendaria spugna. Tornato però sulla sua nave troverà De Cava che, credendolo un traditore, lo imprigionerà insieme a Morgan LeFlay e con l'aiuto della ciurma nuovamente ai suoi ordini tenterà di impadronirsi della spugna magica. I due riusciranno a liberarsi e ad affondare la nave di Coronado De Cava grazie all'aiuto del lamantino che inghiottirà nuovamente la nave dell'esploratore. Guybrush è quindi pronto per partire alla ricerca di Elaine, la quale sta accompagnando LeChuck per liberare le scimmie nelle varie foreste dei Caraibi, e quindi curarla dalla maledizione Voodoo con La Esponja Grande. Tuttavia Morgan stordisce Guybrush ed il suo primo ufficiale e dirotta la nave verso Flotsam Island, dove consegnerà il pirata al Marchese De Singe per i suoi esperimenti.

### The Trial and Execution of Guybrush Threepwood
Riportato da Morgan LeFlay su Floatsam Island durante la notte, Guybrush verrà accerchiato da un manipolo di pirati armati di bastoni e forconi, che lo sottrarranno dalle grinfie del Marchese De Singe per portarlo in tribunale, dove sarà processato per aver compiuto atti vandalici a danni di persone e cose. L'accusa sarà portata avanti da Stan (il quale contemporaneamente terrà un negozio dove venderà gadget riguardanti il "processo del secolo"), mentre Guybrush si vedrà costretto a difendersi da solo. Grazie alla sua arguzia il pirata riuscirà a smontare tutte le accuse contro di lui, tranne quella di aver disseminato in tutti i Caraibi la nube demoniaca. In suo soccorso giungerà però LeChuck (divenuto da tempo buono e gentile), il quale proclamerà Guybrush innocente e, in quanto originale possessore del male che infesta i Caraibi, si addosserà la colpa della sua diffusione, mostrando inoltre a gran sorpresa un diario della Voodoo Lady, dove la signora scriveva di manipolare, per un motivo non ancora ben noto, le vite di Guybrush, Elaine e LeChuck da anni.
Una volta libero, Guybrush proverà ad utilizzare la Esponja Grande per liberare Elaine e gli altri pirati dal virus demoniaco, ma scoprirà che il mistico oggetto deve prima maturare e crescere grazie a un particolare rito, che prevede la ricerca di sei portate con cui "nutrire" la spugna. Nel corso di tale ricerca, Guybrush scoprirà che Morgan ha cercato di redimersi riportando la mano maledetta a Guybrush, ma è stata uccisa in apparenza da De Singe, il quale è alla ricerca di Elaine e di Guybrush in quanto sarebbero gli unici in possesso di un determinato ceppo della Pox of LeChuck, che rende i loro corpi materia prima per la produzione del Jue de Vie, un filtro in grado di rendere invulnerabili ed immortali. Il Jue De Vie però ha una durata limitata, e pertanto l'intenzione del marchese è utilizzare il dio dei venti di Floatsam per fare a pezzetti Elaine (Guybrush si era già curato dalla Pox) e diffondere il suo ceppo del virus a tutti i pirati, in modo da avere sempre materia prima per la creazione del suo fluido dell'immortalità.
Una volta eliminato De Singe grazie all'aiuto della mano demoniaca di Guybrush, fatta crescere la spugna, e liberati tutti i Caraibi dal virus, LeChuck appare, uccide Guybrush a sorpresa e riprende dentro di sé tutto il virus contenuto nella spugna, dimostrando che si era alleato con i nostri eroi per consentirgli di riappropriarsi della sua essenza demoniaca, che appunto solo la Esponja Grande avrebbe potuto raccogliere. In punto di morte Guybrush chiederà ad Elaine di sbarazzarsi di LeChuck, ed ella, infuriata, si getterà con violenza sul pirata demoniaco per combatterlo in duello.

### Rise of the Pirate God
Risvegliatosi nel Regno dei Morti, con addosso solo lo Shred of Life, un ultimo brandello di vita che ancora lo collega al Regno dei Vivi, Guybrush si recherà al Crocevia, sorta di aldilà spirituale per pirati in cui è possibile scegliere tra un eterno destino di spadaccino, ladro, o cacciatore di tesori. Lì rincontrerà anche Morgan, che si scoprirà essere stata uccisa da LeChuck, e farà la conoscenza di Galeb, un'anima persa esperta nelle arti Voodoo, la quale gli rivela l'esistenza di un incantesimo che consente di ritornare nel Regno dei Vivi, utilizzato anni prima da LeChuck stesso. Nel frattempo LeChuck si scopre avere utilizzato il potere delle scimmie di Montevideo proprio per trovare la precisa locazione del confine tra il mondo materiale e il Crocevia, ma non riuscirà ad accedervi finché lo stesso Guybrush, una volta trovato l'incantesimo di LeChuck, non aprirà un varco verso il Regno dei vivi, proiettandovisi però solo come fantasma immateriale, ossia incapace di toccare qualsiasi oggetto, compresa una nuova Spada di Kaflu, apparentemente reincantata con un potere divino in grado di distruggere qualunque cosa. Approfittando della situazione, LeChuck lancerà quindi nel varco la Esponja Grande, la quale, attingendo energia voodoo infinita direttamente dal regno degli spiriti, lo trasformerà nel Dio Pirata con poteri illimitati e gli consentirà di rendere Elaine la sua sposa demoniaca.
Priva di qualunque controllo, Elaine rimanderà il Guybrush fantasma nel Mondo dei Morti innaffiandolo con della Birra di Radice. Sfiduciato prima dalla situazione, ma poi esortato di nuovo da Morgan a tornare a combattere, Guybrush progetterà di reimpossessarsi del proprio corpo decomposto tramite l'amuleto della Voodoo Lady, e riuscirà nel proprio intento, diventando tecnicamente uno Zombie. Tornato da LeChuck, Guybrush scoprirà di non poter comunque toccare la Spada di Kaflu a causa delle protezioni impostele dal nemico. Grazie all'incantesimo della "dieta dei sensi" riuscirà però a rimpicciolire di nuovo la Esponja Grande, in modo da interrompere il flusso di energia demoniaca, fare tornare Elaine normale, e limitare almeno in parte i poteri del Dio LeChuck. Quest'ultimo attaccherà spazientito Guybrush, il quale sarà salvato da Elaine che colpirà LeChuck con la Spada di Kaflu; LeChuck ha però assorbito troppo potere per poter essere sconfitto con la Spada e ormai può assorbirne altro semplicemente recandosi all'Incrocio.
Al varco per il Crocevia la parte spirituale di LeChuck viene colpita con una specie di versione fantasma della spada di Kaflu da Morgan LeFlay, la quale rivela a Guybrush che per sconfiggere LeChuck è necessario che lo si colpisca contemporaneamente con le due spade quando è a cavallo tra i due regni, cioè quello materiale e quello spirituale. Guybrush tenta allora un violento combattimento con LeChuck sulla sua nave, che vede quest'ultimo schiacciante vincitore, ma all'ultimo il nostro eroe riesce a farsi seguire dal proprio nemico nel Regno dei Morti autocannonandosi verso di esso (con tanto di elmetto, evidente riferimento a The Secret of Monkey Island). Quando LeChuck è a cavallo tra i due mondi, Guybrush sacrifica il suo ultimo brandello di vita, facendo rimanere così il suo nemico incastrato nel varco e dando modo a Morgan da una parte ed Elaine dall'altra di colpirlo per distruggerlo.
Al risveglio Guybrush si scopre solo, ma, ricordando una strofa dell'Incantesimo con cui aveva aperto il varco per il regno dei vivi la prima volta, metterà al centro dell'Incrocio l'anello di fidanzamento di Elaine, ritrovandosi immediatamente vivo e vegeto sulla sua nave con Winslow e sua moglie, che gli rivelerà di avergli dato fin dall'inizio l'anello in quanto ben consapevole del fatto che (probabilmente anche in seguito agli eventi di The Curse of Monkey Island), il simbolo del loro amore puro e disinteressato avrebbe rappresentato una fonte di potere superiore, in grado di proteggerlo e salvarlo anche dalla più terribile delle situazioni.
Nella sequenza finale, dopo i titoli di coda, è possibile vedere Morgan portare l'essenza liquefatta e ancora urlante di LeChuck alla Voodoo Lady, che le accorderà il permesso di tornare nel Regno dei Vivi come cacciatrice fantasma di pirati. Lo scopo finale della Voodoo Lady, già rivelatasi nel precedente episodio come reale burattinaia dell'infinita lotta tra Guybrush e LeChuck, rimarrà ancora completamente oscuro, lasciando un possibile spazio per un sequel.

## Sviluppo
Durante l'Electronic Entertainment Expo tenutosi nel giugno 2009 LucasArts ha annunciato, in concomitanza di una riedizione di The Secret of Monkey Island, l'imminente uscita di Tales of Monkey Island sviluppato da Telltale Games, software house già nota per aver realizzato due serie di avventure grafiche basate sui personaggi di Sam & Max.
Parte del team di sviluppo del gioco è composto da persone coinvolte nella realizzazione dei primi capitoli della saga di Monkey Island, tra cui il compositore del tema originale Michael Land e i designers Dave Grossman e Michael Stemmle. Non direttamente coinvolto nel progetto, il creatore della saga Ron Gilbert ha parzialmente collaborato alla realizzazione del gioco.
A differenza di altri titoli pubblicati da Telltale Games, la trama di Tales of Monkey Island si articola nel corso dei cinque episodi, costituendo un'unica avventura il cui termine avverrà con il quinto episodio.
La durata di ciascuno dei cinque episodi è stimata tra le due e le quattro ore di gioco, in base alle personali abilità di risoluzione degli enigmi. Come in tutte le avventure grafiche prodotte da Telltale Games, il gameplay consiste essenzialmente nell'esplorazione meticolosa degli ambienti e nella risoluzione di enigmi di diversa difficoltà, con l'ausilio di oggetti raccolti e le possibili combinazioni tra di essi all'interno dell'inventario.

## Accoglienza
Sebbene la fazione più tradizionalista dei fan ne abbia inizialmente criticato in modo aspro sia la grafica 3D, decisamente poco dettagliata se paragonata a ciò che poteva offrire un 2D come quello di The Curse of Monkey Island, che il nuovo sistema di controllo "ibrido", che contempla l'utilizzo in contemporanea di tastiera e mouse anziché il "punta e clicca" classico, il primo episodio di questo gioco, Launch of The Screaming Narwhal, si è rivelato un vero e proprio successo di pubblico e critica, che ne hanno elogiato il gran ritorno ad un'avventura di cappa e spada dark, avvincente, epica ed un po' fantasy nella struttura ma esilarante nei particolari, sullo stile dell'ormai punto di riferimento di eccellenza per ogni fan della saga Monkey Island 2: LeChuck's Revenge.
I fan hanno inoltre enormemente apprezzato il ritorno di un Guybrush Threepwood veramente evolutosi dal punto di vista psicologico rispetto ai precedenti capitoli, presentandosi maturo, eroico, coraggioso e sarcastico, ed incredibilmente divertente in ogni sua azione.
D'altro canto una parte dei fan più tradizionalisti continua a lamentare l'eccessiva semplicità degli enigmi, che, complice anche un sistema di controllo che consente solo un'azione predefinita per ogni oggetto anziché consentire comandi multipli come "Usa" ed "Esamina", riduce la longevità di un episodio singolo ad appena 4-5 ore. Tuttavia c'è anche chi sia convinto che questo sistema dia modo alle avventure grafiche di essere più snelle, divertenti, immediate, e di fare immedesimare maggiormente il giocatore nella storia pur offrendogli comunque un livello di sfida buono e mai frustrante.
Anche la mancanza di un dettaglio grafico profondo può dirsi compensato da una gran dinamicità delle inquadrature e da un eccellente lavoro fatto sulle espressioni facciali, specialmente del protagonista, tutte cose mancanti nel precedente Escape from Monkey Island dove le inquadrature in-game erano statiche e le espressioni molto meno curate. Anche il sistema di controllo pur non essendo identico al punta e clicca tradizionale, risulta alla fine funzionale e di facile utilizzo.
Tales of Monkey Island è stato il maggior successo commerciale di Telltale, fino all'uscita di Back to the Future: The Game.
La rivista Play Generation lo classificò come il terzo migliore titolo PSN del 2010.

## Localizzazione in italiano
Una eventuale localizzazione in italiano non è ancora stata annunciata da alcun editore. Attualmente le uniche versioni esistenti sono in formato download digitale o DVD in inglese ordinabile tramite web. Tuttavia, esistono già delle patch, amatoriali e senza scopo di lucro, in grado di fornire una sottotitolatura italiana completa a tali versioni del gioco.